# 波拉萨拉
波拉萨拉（Polasara），是印度奥里萨邦Ganjam县的一个城镇。总人口19566（2001年）。

## 人口
该地2001年总人口19566人，其中男性9859人，女性9707人；0—6岁人口2624人，其中男1395人，女1229人；识字率52.91%，其中男性为63.13%，女性为42.53%。